# Women on Waves
Women on Waves (Abk.: WoW, deutsch: „Frauen auf den Wellen“) ist eine niederländische non-profit-Organisation, die das Recht auf sichere Schwangerschaftsabbrüche durch medizinische Fachleute befürwortet. Sie wurde 1999 von der Ärztin Rebecca Gomperts gegründet. Die Organisation verfolgt das Ziel, insbesondere in Ländern mit beschränkten Abtreibungsgesetzen gesundheitliche Unterstützung bei (ungewollten) Schwangerschaften zu geben beziehungsweise empfängnisverhütende Mittel zur Verfügung zu stellen. Die Hilfe wird auf einem Schiff angeboten, das als mobile Klinik fungiert und Frauen, die einen Schwangerschaftsabbruch wünschen, in internationale Gewässer mitnimmt um die Behandlung (nach niederländischem Recht) legal durchzuführen. Das Hauptaugenmerk liegt dabei auf nicht-operativen Methoden.

## Reisen

### Irland
Die erste Fahrt unternahm Women on Waves 2001 mit dem Schiff Aurora nach Irland. An Bord befanden sich zwei niederländische Ärzte und eine Krankenschwester.

### Polen
WoW segelte mit der Langenort 2003 nach Polen. Offizielle Umfragen von Centrum Badania Opinii Spolecznej ergaben, dass der Anteil der Bevölkerung, der sich für eine Liberalisierung der Gesetze für Schwangerschaftsabbrüche aussprach, nach dem Besuch von WoW von 44 % auf 56 % stieg.

### Portugal
Im Jahr 2004 wurde der Versuch der Organisation, in portugiesische Gewässer einzulaufen, von der Regierung verhindert. Das Schiff von WoW wurde von einem Kriegsschiff aufgehalten.

### Spanien
Im Jahr 2008 ging das Schiff von Women on Waves in Valencia, Spanien vor Anker, wo es verschiedene Reaktionen auslöste. Es gab Demonstrationen für und gegen die Organisation. Die Catholic News Agency berichtete: 

„On October 18, a group of 40 feminists gathered to counter the pro-life protests, which brought out four times as many people. They passed out boxes of matches with the picture of a burning church and the caption, 'The only church that brings light is the one that burns.  Join us!'
On October 19, the feminists met again to distribute matches but decided to disband after they were overwhelmed by the large number of pro-life protestors who gathered at the port where the abortion ship was docked“.

Als das Schiff zwischen Abtreibungsgegnern und -befürwortern anlegen wollte, versuchte die Küstenwache, es mit einem Seil aus dem Hafen zu ziehen.

### Marokko
Im Oktober 2012 verhinderte die Königliche Marokkanische Marine zunächst den Einlauf des Abtreibungsschiffes in den Hafen von Smir. Es gelang jedoch den Aktivistinnen mit dem Schiff in Smir einzulaufen. Die Hafenbehörden verhinderten mit einem Polizeiaufgebot, dass Personen das Schiff verließen und eskortierten es danach in internationale Gewässer.

## Dokumentation
Der Dokumentarfilm Vessel (2014) der Regisseurin Diana Whitten beschäftigt sich mit der Organisation Women on Waves.